# Casa de Lara (Villena)
Casa de Lara es un poblado de la Edad del Bronce situado al norte de Villena (Alicante), en la zona de Casas de Cabanes y Las Fuentes. El yacimiento, que tiene aproximadamente un kilómetro de extensión, fue descubierto por el arqueólogo José María Soler García.

## Excavaciones y hallazgos
Durante las excavaciones, intensas pero superficiales, se han hallado más de 50 000 piezas de sílex, en general bien trabajadas. Se han hallado también núcleos de hojas y lascas, grandes herramientas de ofita, caliza o cuarcita, así como microlitos geométricos y una serie de puntas de flecha bifaciales de diversas tipologías. Se han recuperado asimismo hachas pulimentadas de ofitas verdosas, pequeños ejemplares de fibrolitas veteadas, brazaletes de caliza o de pectúnculo y moluscos perforados. Entre estos últimos abundan los ejemplares de cardium para adornar cerámicas, de las que se han encontrado, al igual que en el Arenal de la Virgen, numerosos fragmentos impresos o cardiales junto a una amplia gama de cerámica decorada: relieves, digitaciones, ungulaciones, bordes picados, incisiones, hoyuelos, etc. Las piezas de metal son relativamente escasas, destacando un puñal de lengüeta realizado en cobre o bronce.

## Organización social
Con todo, escasean las hojas dentadas y los elementos de hoz, que suelen ser abundantes en los yacimientos de la Edad del Bronce, por lo que los habitantes debieron practicar una agricultura cerealística incipiente.

## Alrededores
En las proximidades del poblado, concretamente en el cercano cerro de la Casa del Molinico, se destruyeron algunos enterramientos que podrían haber pertenecido a los habitantes de Casa de Lara. Algo más al sur, en el Cabezo de las Cuevas, se hallaron enterramientos propios del Eneolítico levantino en cueva, entre las que destacan la Cueva de las Lechuzas y la Cueva de las Delicias, que han proporcionado ajuares funerarios.